# Лабидохромис Фрайберга
Лабидохромис Фрайберга (лат. Labidochromis freibergi) — вид лучепёрых рыб семейства цихловых. Эта рыба обитает в озере Малави.
Вид был назван в честь Якоба Фрайберга. Максимальная длина тела 8 сантиметров.
Данный вид встречается у островов Тумби Западный и Ликома в озере Ньяса. Рыбы обитают на глубине 2-10 метров.
Питается перифитоном.